# 李孜省
李孜省（？年—1487年），南昌人，在布政司吏任上，由於貪贓事發而藏匿不歸。當時明憲宗好方術，李孜省學五雷法並巴結宦官梁芳、錢義，於是得以進用。

## 生平
成化十五年（公元1479年），李孜省為太常寺丞。御史楊守隨、給事中李俊等人彈劾李孜省是贓吏，不適合管理祭祀，於是改任為上林苑監丞。李孜省日益受寵，受賜金冠、法劍以及印章兩枚，並許他密封奏請。李孜省還獻上淫邪的方術並與梁芳等人相互勾結，逐漸干預政事。
成化十七年（公元1481年），李孜省升任右通政，寄俸通政司，仍掌上林苑監事務。
成化二十一年（公元1485年）正月，因為發生星變，明憲宗求直言。九卿大臣、給事御史皆論傳奉官之弊，提到李孜省和鄧常恩等人。明憲宗有所悟，於是貶李孜省為上林苑監丞，令吏部抄送上五百餘名冗濫官職。明憲宗只留下六十七人，其他全部斥罷，朝中內外一時欣喜。因此李孜省恨上朝廷大臣，於是陷害並逐出張吉、彭綱，補上迎合明憲宗心意的官員。十月李孜省再次就任左通政。
成化二十三年（公元1487年）明憲宗逝世，明孝宗繼位，明孝宗採納官員的建議，裁掉傳奉官，貶謫李孜省、鄧常恩、趙玉芝、顧王工、凌中、顧經等人，派遣去戍守邊衛。後又依宦官蔣琮的建言，逮捕李孜省、鄧常恩、趙玉芝等人，以結交近侍之罪判處斬、妻兒流放到兩千里之外。後來明孝宗下詔免其死罪，但仍要戍守邊衛。此時李孜省已不勝拷打，死於獄中。

## 評價
- 劉吉等人：「邇者奸徒襲李孜省、鄧常恩故術，見月宿在畢，天將陰雨，遂奏請祈禱，覬一驗以希進用。倖門一開，爭言祈禱，要寵召禍，實基於此。祝文不敢奉詔。」[2]
- 李俊等人：「孜省本贓吏，不宜玷清班，奉郊廟百神祀。」[3]

## 電視劇
- 2015年--香港電視廣播有限公司拍攝製作《刀下留人》，李孜省由吳岱融飾演

## 資料來源
1. ↑  《明史·李孜省傳》：李孜省，南昌人。以布政司吏待選京職，贓事發，匿不歸。時憲宗好方術，孜省乃學五雷法，厚結中官梁芳、錢義，以符籙進。
2. ↑  《明史·劉吉傳》
3. ↑  《明史·李俊傳》